# Demografie Italiens

Bevölkerungspyramide Italien (2017)

Italiens Bevölkerung ist von ca. 60 Millionen im Jahr 2018 auf weniger als 59 Millionen im Jahr 2022 gesunken, als die offizielle Bevölkerungszahl bei 58.850.171 lag. Die Anzahl der 2022 erfassten Geburten unterschritt die 400.000 und lag bei 392.598 Lebendgeburten. Je 1.000 Einwohner wurden somit nur sieben Kinder geboren, denen 12 Todesfälle je 1.000 Einwohner gegenüberstehen, wie das italienische Statistikamt bekannt gab.
Italien ist, nach Deutschland und Frankreich, das dritt-bevölkerungsreichste Land der Europäischen Union.
Durchschnittlich leben rund 200 Menschen auf einem Quadratkilometer - mehr als der weltweite Durchschnitt, aber weniger als in den am dichtesten besiedelten Ländern Westeuropas. 
Italien befindet sich in einer fortgeschrittenen Phase des demografischen Übergangs und hat die typischen demografischen Eigenschaften hochentwickelter Länder, zum Beispiel ein hohes Durchschnittsalter der Bevölkerung und eine niedrige Gesamtfertilitätsrate. Mit einem Medianalter von 45,8 Jahren war Italien 2018 die drittälteste Gesellschaft der Welt. Die Fertilitätsrate pro Frau lag 2021 bei 1,28 Kindern (Liste hier) und damit deutlich unter dem Niveau, das zur Bestandserhaltung notwendig wäre. Da ein hohes Durchschnittsalter und eine niedrige Geburtenrate zusammenkommen, übersteigt die Zahl der Todesfälle die der Geburten seit Jahren erheblich. 
Italien, das früher ein Auswanderungsland war, ist seit langem ein Einwanderungsland.
Die Zahl der in Italien lebenden ausländischen Staatsangehörigen ist von 2013 bis Anfang 2024 nur geringfügig gestiegen: von 4,6 Millionen auf 5,3 Millionen, einschließlich der in Italien geborenen Kinder von Eingewanderten. Ende 2023 lebten etwa 445.000 Flüchtlinge und Asylbewerberinnen und -bewerber im Land (darunter rund 165.000 ukrainische Flüchtlinge).
Von 2002 bis 2018 stieg die Zahl der ausländischen Bewohner von 1,3 Millionen auf 5,1 Millionen (ca. 8,5 Prozent der Gesamtbevölkerung) an. Dies hat die Bevölkerungsstruktur verändert. Viele der Immigranten kamen nach der EU-Erweiterung 2004 (neun mitteleuropäische Länder und Zypern wurden in die Europäische Union aufgenommen) nach Italien.

Viele Bewohner Italiens sind aus dem strukturschwachen Süditalien ('Mezzogiorno') in das wirtschaftlich starke Oberitalien migriert. Dies hat in Norditalien mancherorts Strukturprobleme verschärft und Teile Süditaliens sind verödet.

## Historische Entwicklung

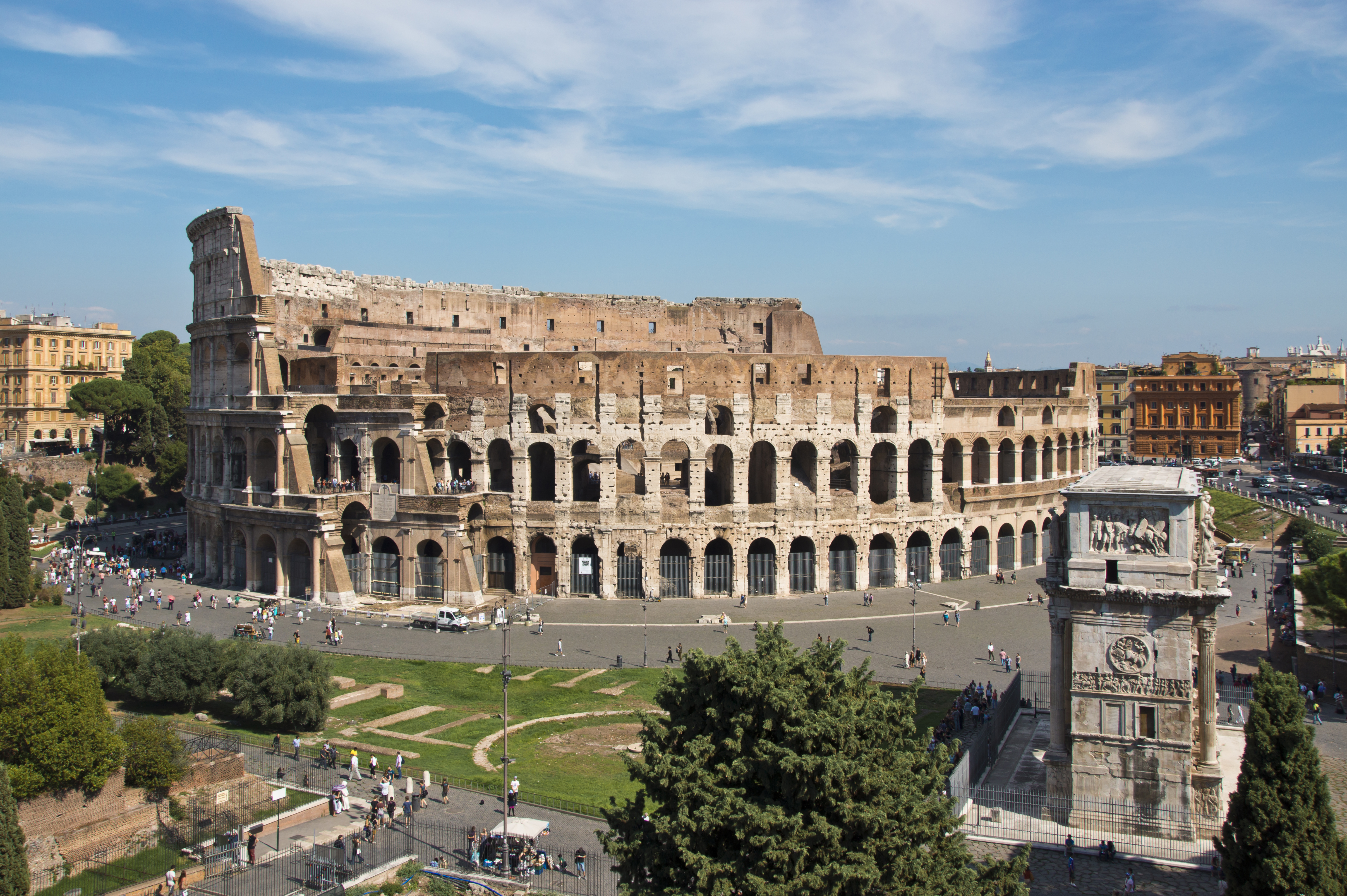
Rom gilt als die erste Millionenstadt der Geschichte

Die Bevölkerung des heutigen Italiens zu Beginn der Zeitrechnung n. Chr. wird von Historikern auf bereits 7 bis 10 Millionen geschätzt, bei einer damaligen Weltbevölkerung von ca. 150 Millionen. Das heutige Italien bildete damals das kulturelle und wirtschaftliche Kernland des Römischen Weltreiches. Die Stadt Rom war zu diesem Zeitpunkt die größte der Welt und war die erste, welche die Grenze von einer Million Einwohnern überschritt. Die hohen Bevölkerungszahlen wurden durch die Ressourcen ermöglicht, die es aus den imperialen römischen Provinzen gewann. Als entscheidend für die Ernährung der Einwohner Roms galt vor allem die Kontrolle über das fruchtbare Nildelta, welches die Italienische Halbinsel mit Weizen versorgte. Schon lange vor dem Untergang des Römischen Reiches wurde ein deutliches Sinken der Bevölkerungszahl verzeichnet und zeitgenössische Quellen berichten von einer niedrigen Geburtenrate der einheimischen Bevölkerung. Durch den Fall Roms veränderte sich die Bevölkerung des heutigen Italiens durch den Einfall und die Ansiedelung germanischer Stämme. Gleichzeitig sollte die Bevölkerungszahl der Antike für mehr als 1000 Jahre nicht mehr erreicht werden.
Im Jahr 1000 wird die Bevölkerung auf ca. 5 Millionen geschätzt. Der Schwarze Tod, eine verheerende Pestepidemie Mitte des 14. Jahrhunderts, reduzierte die Bevölkerung der Halbinsel erheblich. Danach setzte wieder eine lange Periode des Bevölkerungswachstums ein, die zu Beginn des 17. Jahrhunderts endete. Vom frühen 18. Jahrhundert bis zur Vereinigung in den 1860er Jahren herrschte ein leichtes, stetiges Wachstum, das jedoch während der Napoleonischen Kriege unterbrochen wurde. Die erste Volkszählung im Jahre 1861 ergibt eine Bevölkerung von 21,8 Millionen. Mit der Vereinigung des Landes beginnt eine stetige Modernisierung der Wirtschaft und Gesellschaft, welches ein rasantes Bevölkerungswachstum auslöst. Von der zweiten Hälfte des 19. Jahrhunderts bis zur zweiten Hälfte des 20. Jahrhunderts hat sich die Bevölkerung trotz hoher Auswanderung und zweier Weltkriege mehr als verdoppelt und liegt 1951 bei 51,6 Millionen. Das Wachstum findet nicht gleichmäßig statt, da Millionen Menschen aus dem ländlichen Sizilien, Kalabrien und Sardinien in die nördlichen Industriezentren der Lombardei und Piemonts migrierten. Auch die Hauptstadtregion um Rom zog so viele Migranten an, dass Rom in den 1930er Jahren wieder zu einer Millionenstadt wurde.

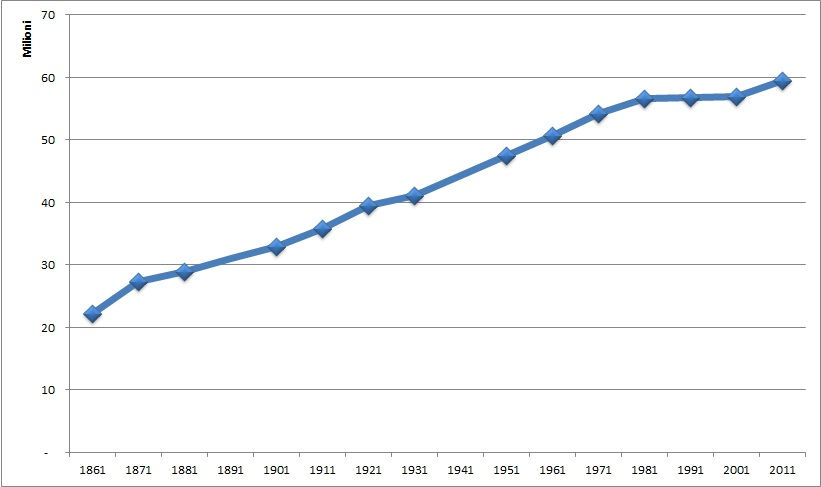
Bevölkerungsentwicklung von 1861 bis 2011

Die Geburtenraten blieben bis Mitte der 1970er Jahre hoch und fielen danach rapide. Die Gründe dafür waren das steigende Bildungsniveau, die rasche Urbanisierung und der zunehmende Zugang zu Verhütungsmitteln, die durch den wirtschaftlichen Aufschwung der Nachkriegszeit ermöglicht wurden. Die Fertilität pro Frau sank bis zu den 1990er Jahren auf eine der niedrigsten Stände der Welt, während die Lebenserwartung kontinuierlich anstieg. Als Grund für die anhaltend niedrigen Geburtenraten gilt auch, dass der Arbeitsmarkt als ungünstig für Mütter gilt. Dadurch wurde ein schneller Alterungsprozess ausgelöst und am Ende des ersten Jahrzehnts des 21. Jahrhunderts war bereits jeder fünfte Italiener über 65 Jahre alt. 2014 wurde dennoch erstmals die Marke von 60 Millionen Einwohnern überschritten, was der steigenden Zuwanderung zu verdanken war. Derzeit sieht sich das Land mit einer starken Bevölkerungsalterung und einem zukünftigen Sinken der Erwerbsbevölkerung konfrontiert, die eine weitere Herausforderung für das von langanhaltender wirtschaftlicher Stagnation und sozialen Problemen heimgesuchte Land darstellt.
Historische Bevölkerungsentwicklung
| Jahr | Einwohnerzahl            |
| ---- | ------------------------ |
| 1    | 7.000.000 bis 10.000.000 |
| 1000 | 5.000.000                |
| 1350 | 12.000.000               |
| 1861 | 22.182.377               |
| 1901 | 32.965.504               |
| 1911 | 35.845.048               |
| 1921 | 39.943.528               |
| 1931 | 41.651.000               |
| 1951 | 47.515.537               |
| 1961 | 50.623.569               |
| 1971 | 54.136.547               |
| 1981 | 56.556.911               |
| 1991 | 56.778.031               |
| 2001 | 56.995.744               |
| 2011 | 59.433.744               |

## Bevölkerungszentren

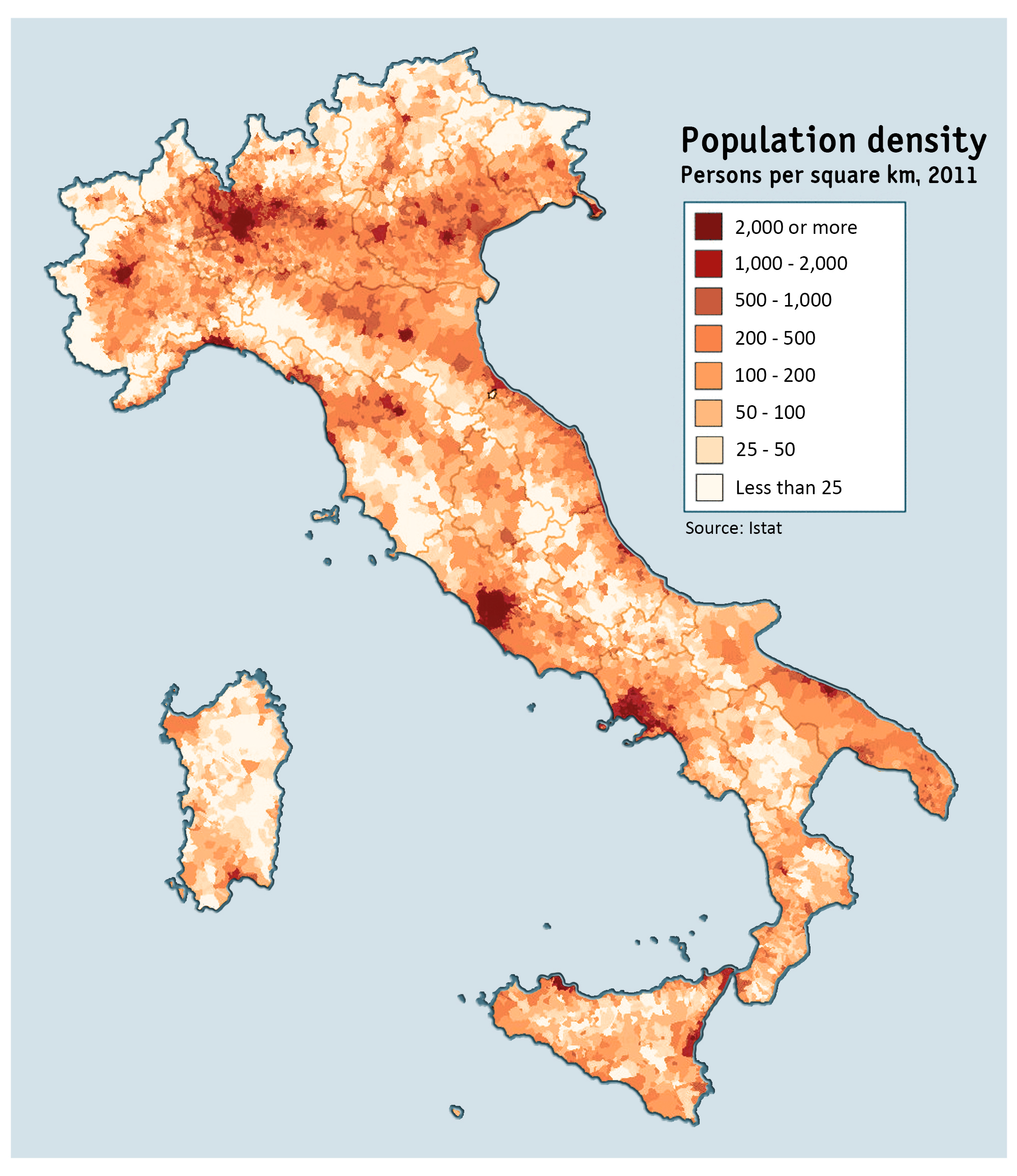
Bevölkerungsdichte Italiens

Die Verteilung der Bevölkerung ist weitgehend ungleichmäßig. Die am dichtesten besiedelten Gebiete sind die Poebene (die fast die Hälfte der nationalen Bevölkerung ausmacht) in Norditalien und die Metropolregionen Rom und Neapel in Mittel- und Süditalien, während andere ausgedehnte Gebiete, wie die Hochebenen von Rom, Basilikata, das Hochland der Alpen und des Apennins und die Insel Sardinien sehr dünn besiedelt sind. Insgesamt leben mehr als 70 % der Bevölkerung im Norden des Landes. Italien ist mehrheitlich urbanisiert. Der Anteil der Stadtbevölkerung liegt 2018 bei ca. 70,4 % und weist eine steigende Tendenz auf. 1960 hatte er noch bei 59,4 % gelegen. Die größte Stadt des Landes bildet Rom mit über 2,9 Millionen Einwohnern, während die Metropolregion 4,3 Millionen Einwohner aufweist.
Einwohnerzahl italienischer Städte in Tausend Personen von 1800 bis 2010:
|         | 1800 | 1850 | 1900 | 1910 | 1920 | 1930 | 1940 | 1950 | 1960 | 1970 | 1980 | 1990 | 2000 | 2010 |
| ------- | ---- | ---- | ---- | ---- | ---- | ---- | ---- | ---- | ---- | ---- | ---- | ---- | ---- | ---- |
| Genua   | 91   | 120  | 235  | 272  | 316  | 608  | 635  | 648  | 784  | 812  | 760  | 679  | 610  | 610  |
| Turin   | 78   | 135  | 336  | 427  | 502  | 597  | 629  | 711  | 1206 | 1178 | 1104 | 963  | 865  | 910  |
| Mailand | 135  | 242  | 493  | 579  | 836  | 992  | 1116 | 1260 | 1583 | 1724 | 1635 | 1369 | 1256 | 1307 |
| Rom     | 163  | 175  | 463  | 542  | 692  | 1008 | 1156 | 1652 | 2188 | 2800 | 2831 | 2775 | 2664 | 2744 |
| Neapel  | 427  | 449  | 564  | 723  | 722  | 839  | 866  | 1011 | 1183 | 1233 | 1211 | 1067 | 1005 | 990  |
| Palermo | 139  | 180  | 310  | 342  | 394  | 390  | 412  | 491  | 588  | 651  | 700  | 688  | 686  | 656  |

## Migration

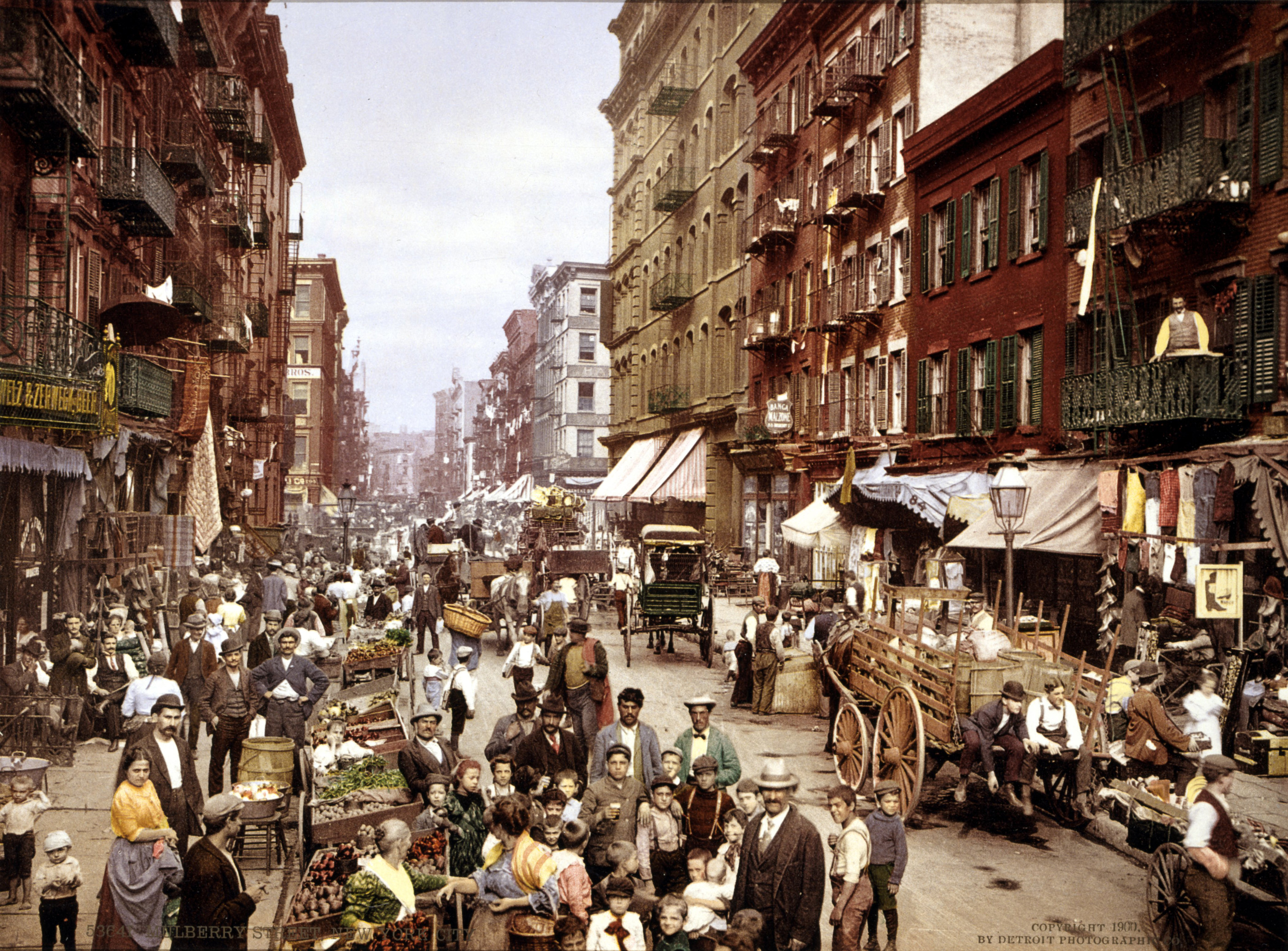
Little Italy in New York City (ca. 1900)

Ausländeranteil in Italien (2011)

Bereits seit seiner Einigung wird die Kultur und Gesellschaft Italiens stark von Migration geprägt. Italien war vom späten 19. Jahrhundert bis in die 1970er Jahre ein Land der Massenemigration. Zwischen 1898 und 1914, den Spitzenjahren der italienischen Diaspora, wanderten jährlich rund 750.000 Italiener aus. Ziele der Migration waren hauptsächlich Nord- und Südamerika sowie die italienischen Kolonien in Afrika (Eritrea, Somalia und Libyen). Europäische Länder, in die ab 1950 viele Italiener migrierten waren Frankreich, Deutschland und Belgien. Heutzutage gibt es in Brasilien (25 Millionen), Argentinien (20 Millionen), den USA (17,8 Millionen), Frankreich (5 Millionen), Venezuela (2 Millionen), Uruguay (1,5 Millionen), Kanada (1,4 Millionen), Australien (800.000) und Deutschland (776.000) eine große Anzahl von Menschen mit vollständiger oder bedeutender italienischer Abstammung. Ebenso prägend für die nationale Identität war die interne Migration von den ländlichen Regionen in die Städte und von Süditalien nach Norditalien im späteren 19. und dem gesamten 20. Jahrhundert. Während erstere Migration nach wie vor im Gange ist, ist der Strom an Auswanderern inzwischen deutlich kleiner geworden. Es ist allerdings seit Beginn der Finanzkrise ab 2007 und der darauf folgenden Eurokrise eine wachsende Abwanderung junger und hoch qualifizierter Italiener zu verzeichnen.
Infolge der tiefgreifenden wirtschaftlichen und sozialen Veränderungen, die durch die Industrialisierung der Nachkriegszeit hervorgerufen wurden, einschließlich niedriger Geburtenraten, wurde eine alternde Bevölkerung und damit stagnierender Erwerbsbevölkerung ab den 1980er Jahren zu einer Anziehungskraft für wachsende Ströme ausländischer Einwanderer. Die heutige Zahl von rund 5 Millionen Ausländern, die rund 9 % der Gesamtbevölkerung ausmachen, umfasst 97.000 Kinder, die 2014 in Italien von Ausländern geboren wurden (19 % aller Geburten in Italien). 2014 wurden 106.000 Menschen eingebürgert. Die Verteilung der im Ausland geborenen Bevölkerung ist in Italien weitgehend ungleich: 59,5 % der Zuwanderer leben im Norden des Landes (dem wirtschaftlich am stärksten entwickelten Gebiet), 25,4 % in der Mitte und nur 15,1 % in den südlichen Regionen.
Eine große Zahl von Menschen aus Afrika versucht Italien über das Mittelmeer zu erreichen. Schon 2008 wurde die Anzahl der illegalen Einwanderer auf über 600.000 Personen geschätzt, die meisten davon kamen aus Afrika und Osteuropa, welche überwiegend in der Landwirtschaft oder dem Niedriglohnsektor arbeiten. Aufgrund der hohen Jugendarbeitslosigkeit und der schwierigen wirtschaftlichen Lage im Land wird die Frage der Migration in Italien kontrovers diskutiert. Im Jahr 2018 ergab eine Umfrage des Pew Research Center, dass eine Mehrheit der Bevölkerung (71 %) weniger Einwanderer in das Land lassen wollte, 18 % wollten das aktuelle Niveau halten und 5 % wollten die Einwanderung erhöhen.
Häufigste Herkunftsländer von Ausländern
| Rang | Nationalität        | Anzahl (2018) |
| ---- | ------------------- | ------------- |
| 1    | Rumänien            | 1.190.091     |
| 2    | Albanien            | 0.440.465     |
| 3    | Marokko             | 0.416.531     |
| 4    | Volksrepublik China | 0.290.681     |
| 5    | Ukraine             | 0.237.047     |
| 6    | Philippinen         | 0.167.859     |
| 7    | Indien              | 0.151.791     |
| 8    | Bangladesch         | 0.131.967     |
| 9    | Moldau              | 0.131.814     |
| 10   | Ägypten             | 0.119.513     |
|      | Gesamt              | 5.144.440     |

## Sprache
Italiens Amtssprache ist Italienisch, welches von über 90 % der Bevölkerung verstanden wird. Nach Schätzungen von SIL International gibt es in Italien etwa 59 Millionen Sprecher und weitere 8 Millionen außerhalb des Landes, hauptsächlich in den Nachbarländern und in der italienischen Diaspora weltweit. Das nach der Vereinigung Italiens vom Staat übernommene Italienisch basiert auf der florentinischen Variante des Toskanischen und liegt zwischen den italienisch-dalmatinischen und den galloromanischen Sprachen. Seine Entwicklung wurde auch von den germanischen Sprachen der nachrömischen Invasoren beeinflusst.
Historisch war das Italienische in verschiedene Subsprachen und Dialekte gegliedert. Die Einrichtung eines nationalen Bildungssystems hat jedoch dazu geführt, dass die verschiedenen Sprachen und Dialekte, die im ganzen Land gesprochen werden, seltener verwendet werden. Die Standardisierung wurde in den 1950er und 1960er Jahren mit dem Aufstiegs der Massenmedien und des Fernsehens weiter ausgebaut, da der staatliche Sender Rai dazu beitrug, einen Standard für Italienisch zu setzen.
Neben der staatlichen Amtssprache Italienisch gibt es die regionalen Amtssprachen Deutsch und Ladinisch in Trentino-Südtirol, Französisch im Aostatal sowie Slowenisch in Friaul-Julisch Venetien.
Darüber hinaus sieht ein staatliches Gesetz aus dem Jahr 1999 den Schutz folgender Minderheitensprachen vor:
- Albanisch (siehe Arbëresh), verteilt im gesamten Mezzogiorno
- Frankoprovenzalisch, die eigentliche Volkssprache des Aostatals sowie einiger Täler im Piemont mit kleinen Sprachinseln in Apulien
- Furlanisch, die Sprache des Friaul
- Griechisch (siehe Griko) in Apulien und Kalabrien
- Katalanisch in Alghero auf Sardinien
- Molisekroatisch in der Region Molise
- Okzitanisch in den südlichen Alpentälern des Piemont
- Sardisch, die Sprache Sardiniens.

## Religion
Das Christentum bildet die dominante Religion in Italien und das heutige italienische Territorium spielte eine historisch wichtige Rolle bei seiner Ausbreitung in Europa. Der römische Katholizismus ist mit Abstand die größte Konfession des Landes, obwohl er nicht mehr die Staatsreligion ist. Im Jahr 2006 identifizierten sich 87,8 % der italienischen Bevölkerung selbst als römisch-katholisch, wobei nur etwa ein Drittel von ihnen sich selbst als aktive Mitglieder bezeichnet (36,8 %). Im Jahr 2016 bezeichneten sich 71,1 % der italienischen Bürger als katholisch. Die italienische katholische Kirche ist Teil der globalen römisch-katholischen Kirche unter der Leitung des Papstes, der Kurie in Rom und der Konferenz der italienischen Bischöfe. Neben Italien gehören zwei weitere souveräne Nationen zu den in Italien ansässigen Diözesen, San Marino und Vatikanstadt.
Obwohl die wichtigste christliche Konfession in Italien der römische Katholizismus ist, gibt es einige Minderheiten anderer christlicher Kirchen. Durch Immigration aus Osteuropa haben Orthodoxe einen Bevölkerungsanteil von 2,8 % und bilden damit die zweitgrößte Gruppe an Christen. Protestanten haben einen Anteil von 1,1 % der Bevölkerung. Zeugen Jehovas, Mormonentum und Angehörige unabhängiger Kirchen gemeinsam einen von 0,8 %. Auch wenn religiöse Gruppen in Italien noch über einen beträchtlichen Einfluss verfügen, ist wie in anderen Ländern eine zunehmende Säkularisierung der Gesellschaft zu verzeichnen. Inzwischen gehören 24,5 % der Bevölkerung keiner Religion mehr an (Stand 2016).
Der Islam ist die zweitgrößte Religion des Landes mit ca. 2 Millionen Gläubigen und einem Anteil von 3,1 % an der Bevölkerung. Dank Einwanderung gehört er gemeinsam mit dem Hinduismus (0,3 %) und dem Buddhismus (0,4 %) zu den wachsenden Religionsgruppen in Italien. Eine weitere Minderheitsreligion ist das Judentum (0,1 %), welches auf eine mehr als 2000 Jahre alte Geschichte in Italien zurückblickt.

## Bildung
Grundsätzlich besteht in Italien für Kinder und Jugendliche im Alter zwischen 6 und 16 Jahren eine zehnjährige Bildungspflicht. Wer danach die Schulausbildung nicht fortsetzen will, muss bis zum vollendeten 18. Lebensjahr eine Berufsausbildung absolvieren. Im Land ist der Unterricht kostenlos, und Kinder aller Nationalitäten mit Wohnsitz in Italien können kostenlos unterrichtet werden. Die Qualität der privaten Schulen ist jedoch auch im Vergleich zu den öffentlichen Schulen in Bezug auf „Bildungs- und Arbeitsmarktergebnisse“ höher. 2015 gab Italien ca. 4,1 % der Wirtschaftsleistung für Bildung aus. Im PISA-Ranking von 2015 erreichen Italiens Schüler Platz 34 von 72 Ländern in Mathematik, Platz 33 in Naturwissenschaften und Platz 33 beim Leseverständnis.
In Italien gibt es seit 1859 ein staatliches Schulsystem oder Bildungssystem, als das Gesetz von Legge Casati Bildungsaufgaben für den kommenden italienischen Staat vorschrieb (die italienische Vereinigung fand 1861 statt). Das Gesetz von Casati verpflichtete die Grundschulbildung und hatte das Ziel, die Alphabetisierung zu verbessern. Zu diesem Zeitpunkt lag der Anteil an Analphabeten noch bei ca. 80 % und es dauerte ein halbes Jahrhundert, bis sich diese Rate halbierte. Der Kampf gegen den Analphabetismus wurde schließlich im 20. Jahrhundert gewonnen, der bis dahin vor allem unter Frauen und im Süden verbreitet war.
Das heutige Bildungssystem in Italien krankt an Unterfinanzierung und Qualitätsmängeln. Bei dem Anteil an Jugendlichen, die keinen Schulabschluss haben, arbeitslos oder nicht in einer Ausbildung sind, belegte das Land 2017 den zweitschlechtesten Rang unter den Ländern der Organisation für wirtschaftliche Zusammenarbeit und Entwicklung. Bemängelt wird auch, dass das System zu inflexibel ist und nur schlecht auf das Berufsleben vorbereitet, was einer der Gründe für die hohe Arbeitslosigkeit unter Jugendlichen sein soll.
Alphabetisierungsrate
| Alphabetisierung | Anteil (2015) |
| ---------------- | ------------- |
| Gesamt           | 99,2 %        |
| Männer           | 99,4 %        |
| Frauen           | 99,0 %        |

## Gesundheit

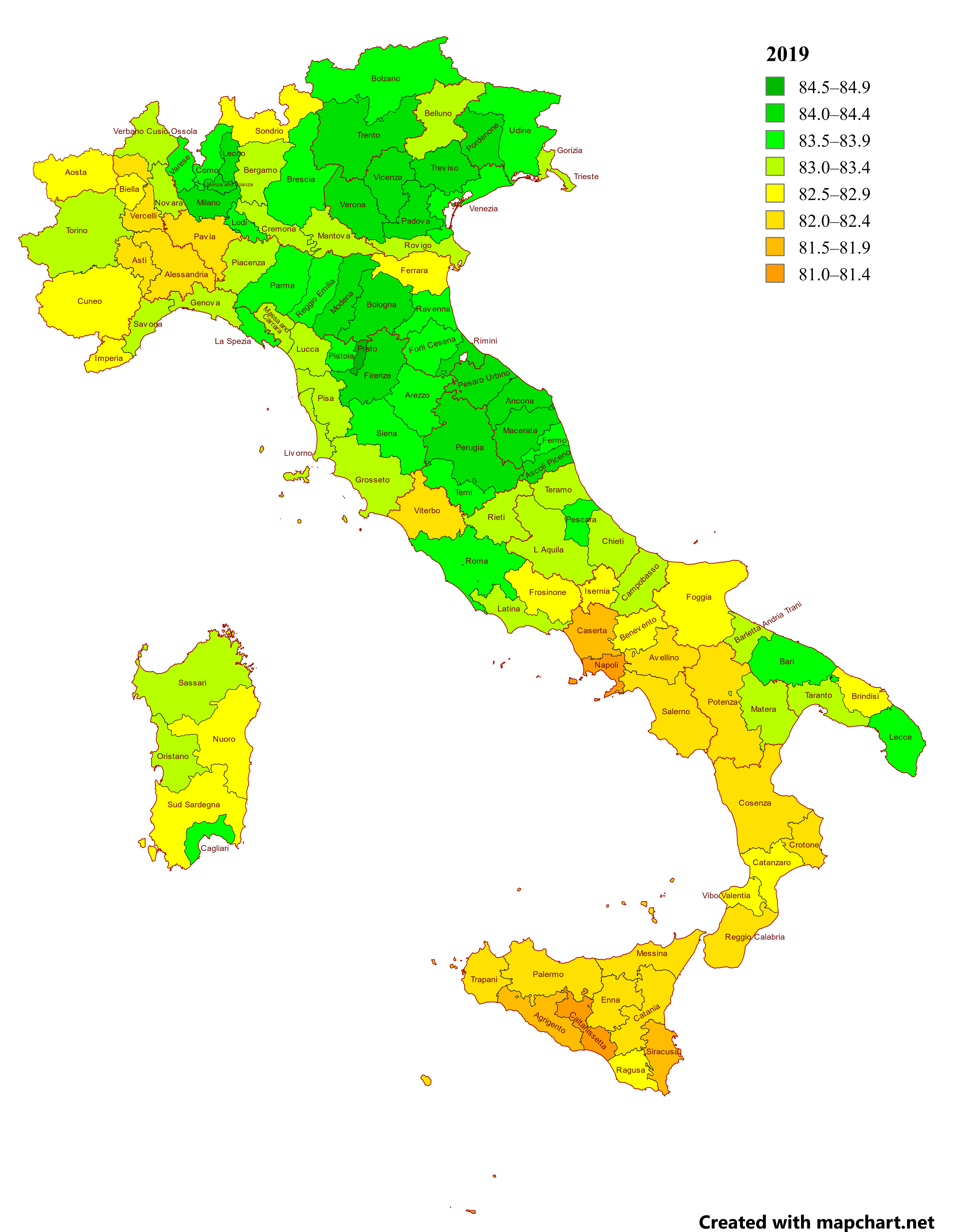
Lebenserwartung in Italien nach Provinz (2019)

Die durchschnittliche Lebenserwartung bei der Geburt wird für 2017 mit 83,2 Jahren angegeben. Für Männer beträgt sie 81 Jahre und für Frauen 85,6 Jahren. Bei der Lebenserwartung zählt Italien damit zu den weltweit führenden Nationen. Die Kindersterblichkeit zählt ebenfalls zu den niedrigsten der Welt und lag bei den unter 5-Jährigen unter der von Deutschland. Die Langlebigkeit der Bevölkerung im Vergleich mit sozioökonomisch bessergestellten Ländern wird oft mit einer spezifischen Ernährungs- und Lebensweise der Bevölkerung in Verbindung gebracht, wobei es dafür keine endgültigen Beweise gibt. Bei der Lebenserwartung existieren allerdings regionale Unterschiede, bei denen das typische Nord-Süd-Gefälle zu Tage tritt. 2016 war die Lebenserwartung am höchsten in Trentino-Südtirol (84,2), Umbrien (84,1) und der Lombardei (84,0). Die niedrigsten Werte wiesen Kalabrien (82,9), Sizilien (82,4) und Kampanien (81,7) auf.
Das moderne italienische Gesundheitswesen wurde in den Jahrzehnten nach dem Zweiten Weltkrieg errichtet und wird zum größten Teil aus öffentlichen Mitteln finanziert. Ausgaben für Gesundheit beliefen sich auf 9,2 % der Wirtschaftsleistung. Bei einer vergleichenden Studie der Weltgesundheitsorganisation aus dem Jahre 2000 belegte es den zweiten Platz weltweit. Als Probleme gelten der Mangel an Ärzten im Süden des Landes und die zukünftige Finanzierbarkeit bei der weiter voranschreitenden Bevölkerungsalterung.
Das Land hat einen sinkenden Anteil an Rauchern und liegt beim Alkoholkonsum pro Kopf in Europa im unteren Mittelfeld. Ein Problem ist der steigende Anteil an übergewichtigen Personen. 2016 lag der Anteil der übergewichtigen Personen bei 19,9 %, liegt damit allerdings unter dem europäischen Durchschnitt. Knapp 120.000 Personen sind HIV-Positiv.
Lebenserwartung
1871–1950
| Jahr                       | 1871 | 1872 | 1873 | 1874 | 1875 | 1876 | 1877 | 1878 | 1879 | 1880 |
| -------------------------- | ---- | ---- | ---- | ---- | ---- | ---- | ---- | ---- | ---- | ---- |
| Lebenserwartung in Italien | 29,8 | 29,7 | 31,6 | 31,8 | 31,3 | 33,6 | 34,9 | 34,3 | 34,0 | 32,8 |

| Jahr                       | 1881 | 1882 | 1883 | 1884 | 1885 | 1886 | 1887 | 1888 | 1889 | 1890 |
| -------------------------- | ---- | ---- | ---- | ---- | ---- | ---- | ---- | ---- | ---- | ---- |
| Lebenserwartung in Italien | 34,2 | 34,3 | 35,2 | 36,6 | 36,9 | 35,1 | 36,0 | 37,0 | 39,1 | 38,5 |

| Jahr                       | 1891 | 1892 | 1893 | 1894 | 1895 | 1896 | 1897 | 1898 | 1899 | 1900 |
| -------------------------- | ---- | ---- | ---- | ---- | ---- | ---- | ---- | ---- | ---- | ---- |
| Lebenserwartung in Italien | 38,5 | 38,9 | 39,8 | 40,0 | 39,6 | 40,7 | 43,3 | 42,3 | 43,7 | 41,7 |

| Jahr                       | 1901 | 1902 | 1903 | 1904 | 1905 | 1906 | 1907 | 1908 | 1909 | 1910 |
| -------------------------- | ---- | ---- | ---- | ---- | ---- | ---- | ---- | ---- | ---- | ---- |
| Lebenserwartung in Italien | 43,5 | 43,0 | 43,1 | 44,4 | 43,9 | 45,1 | 45,4 | 43,1 | 44,6 | 46,7 |

| Jahr                       | 1911 | 1912 | 1913 | 1914 | 1915 | 1916 | 1917 | 1918 | 1919 | 1920 |
| -------------------------- | ---- | ---- | ---- | ---- | ---- | ---- | ---- | ---- | ---- | ---- |
| Lebenserwartung in Italien | 44,7 | 48,9 | 48,4 | 49,9 | 42,5 | 39,6 | 38,1 | 25,8 | 42,3 | 45,5 |

| Jahr                       | 1921 | 1922 | 1923 | 1924 | 1925 | 1926 | 1927 | 1928 | 1929 | 1930 |
| -------------------------- | ---- | ---- | ---- | ---- | ---- | ---- | ---- | ---- | ---- | ---- |
| Lebenserwartung in Italien | 49,2 | 50,0 | 51,4 | 51,5 | 51,3 | 50,9 | 52,5 | 52,6 | 52,3 | 55,2 |

| Jahr                       | 1931 | 1932 | 1933 | 1934 | 1935 | 1936 | 1937 | 1938 | 1939 | 1940 |
| -------------------------- | ---- | ---- | ---- | ---- | ---- | ---- | ---- | ---- | ---- | ---- |
| Lebenserwartung in Italien | 54,8 | 54,7 | 56,3 | 56,8 | 56,2 | 56,7 | 55,5 | 56,1 | 57,6 | 57,0 |

| Jahr                       | 1941 | 1942 | 1943 | 1944 | 1945 | 1946 | 1947 | 1948 | 1949 | 1950 |
| -------------------------- | ---- | ---- | ---- | ---- | ---- | ---- | ---- | ---- | ---- | ---- |
| Lebenserwartung in Italien | 54,7 | 52,5 | 49,4 | 52,4 | 54,9 | 59,0 | 61,2 | 63,4 | 64,1 | 65,8 |

1950–2015
| Zeitraum  | Lebenserwartung in Jahren | Zeitraum  | Lebenserwartung in Jahren |
| --------- | ------------------------- | --------- | ------------------------- |
| 1950–1955 | 66,5                      | 1985–1990 | 76,4                      |
| 1955–1960 | 68,4                      | 1990–1995 | 77,5                      |
| 1960–1965 | 69,7                      | 1995–2000 | 78,8                      |
| 1965–1970 | 70,9                      | 2000–2005 | 80,3                      |
| 1970–1975 | 72,2                      | 2005–2010 | 81,5                      |
| 1975–1980 | 73,6                      | 2010–2015 | 82,4                      |
| 1980–1985 | 74,9                      |           |                           |

Quelle: UN World Population Prospects

## Statistik

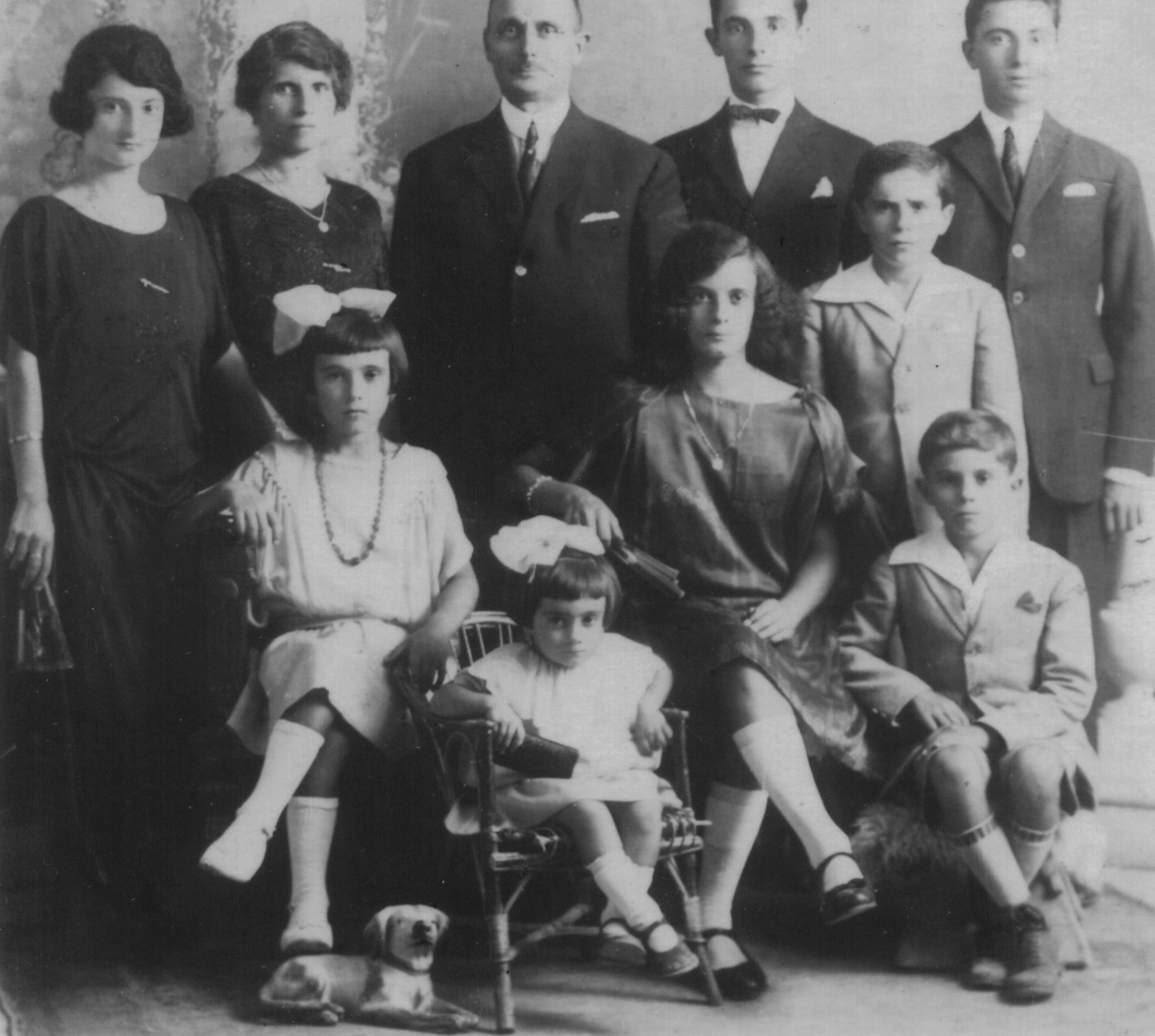
Italienische Familie in Sizilien (1925)

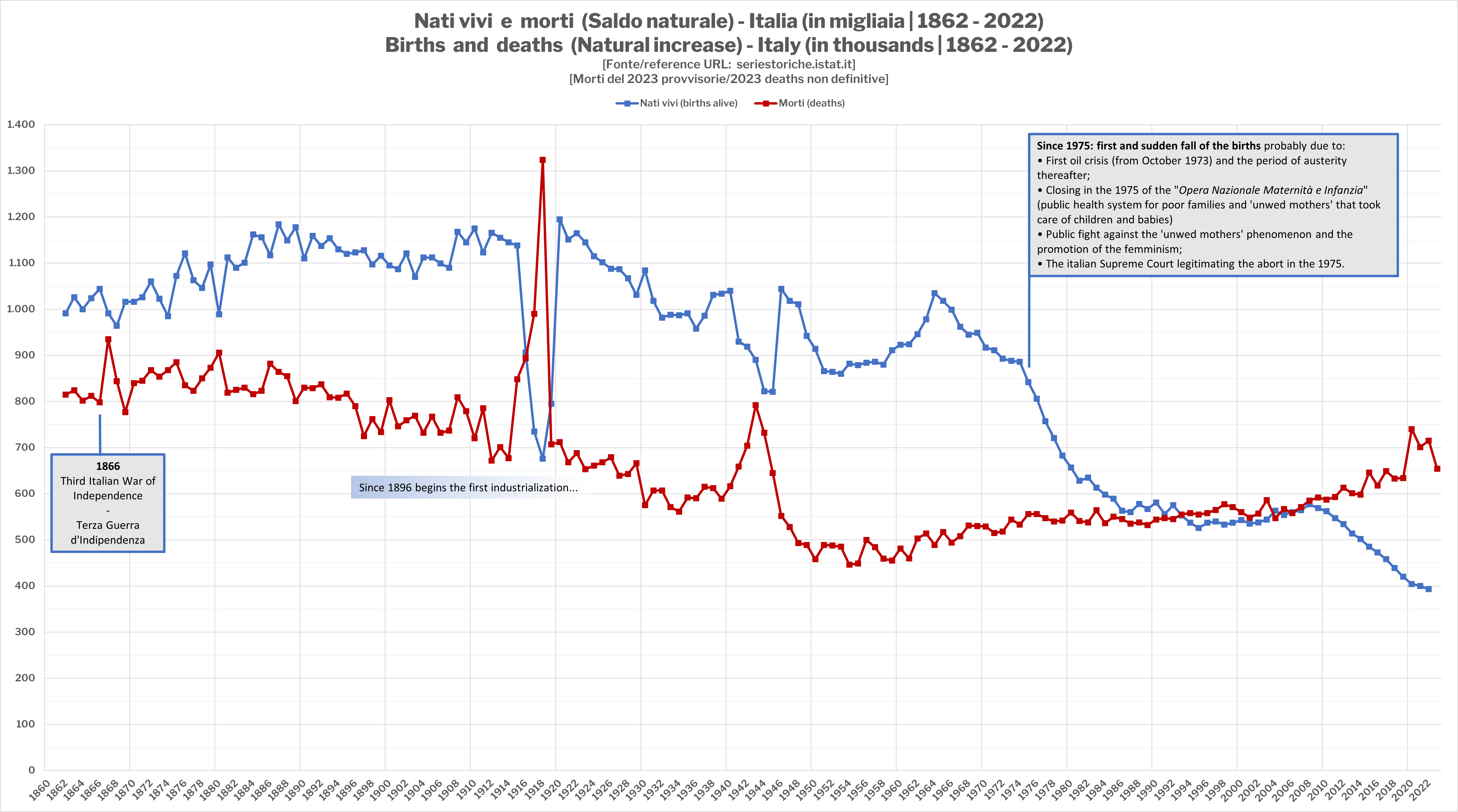
Jährliche Anzahl Geburten (blau) und Todesfälle (rot) von 1862 bis 2016

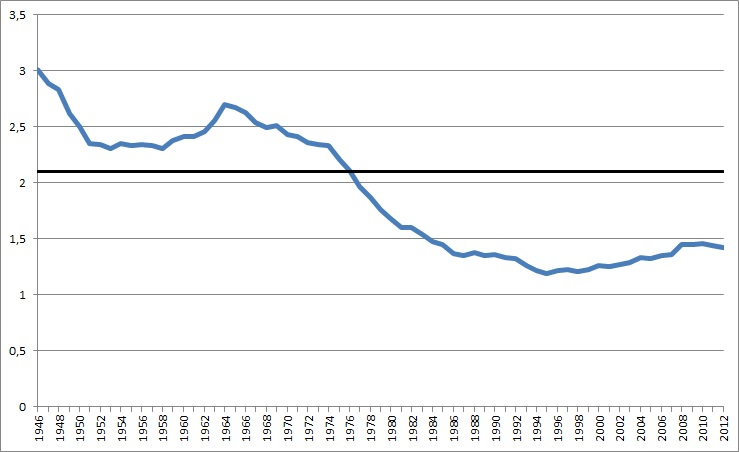
Fertilität pro Frau von 1946 bis 2012

Für die Jahre 2020/21 wurde dir durchschnittliche Lebenserwartung in Italien mit 82,6 Jahren angegeben. Die durchschnittliche Geburtenrate lag für ganz Italien bei 1,24, während sie in Trentino-Südtirol mit 1,5 landesweit am höchsten war.
Geburten und Todesfälle seit 1900
Jährliche Entwicklung der Geburten und Todesfälle:
| Jahr | Durchschnittliche Bevölkerung | Geburten  | Todesfälle | Natürliche Änderung | Geburtenrate (je 1 000 Einw.) | Sterberate (je 1 000 Einw.) | Änderung (je 1 000 Einw.) | Fertilität pro Frau |
| ---- | ----------------------------- | --------- | ---------- | ------------------- | ----------------------------- | --------------------------- | ------------------------- | ------------------- |
| 1900 | 32.377.000                    | 1.067.376 | 768.917    | 298.459             | 33,0                          | 23,7                        | 9,2                       | 4,53                |
| 1901 | 32.550.000                    | 1.057.763 | 715.036    | 342.727             | 32,5                          | 22,0                        | 10,5                      | 4,49                |
| 1902 | 32.787.000                    | 1.093.074 | 727.181    | 365.893             | 33,3                          | 22,2                        | 11,2                      | 4,46                |
| 1903 | 33.004.000                    | 1.042.090 | 736.311    | 305.779             | 31,6                          | 22,3                        | 9,3                       | 4,43                |
| 1904 | 33.237.000                    | 1.085.431 | 698.604    | 386.827             | 32,7                          | 21,0                        | 11,6                      | 4,44                |
| 1905 | 33.489.000                    | 1.084.518 | 730.340    | 354.178             | 32,4                          | 21,8                        | 10,6                      | 4,45                |
| 1906 | 33.718.000                    | 1.070.978 | 696.875    | 374.103             | 31,8                          | 20,7                        | 11,1                      | 4,45                |
| 1907 | 33.952.000                    | 1.062.333 | 700.333    | 362.000             | 31,3                          | 20,6                        | 10,7                      | 4,46                |
| 1908 | 34.198.000                    | 1.138.813 | 770.054    | 368.759             | 33,3                          | 22,5                        | 10,8                      | 4,47                |
| 1909 | 34.455.000                    | 1.115.831 | 738.460    | 377.371             | 32,4                          | 21,4                        | 11,0                      | 4,43                |
| 1910 | 34.751.000                    | 1.144.410 | 682.459    | 461.951             | 32,9                          | 19,6                        | 13,3                      | 4,39                |
| 1911 | 35.033.000                    | 1.093.545 | 742.811    | 350.734             | 31,2                          | 21,2                        | 10,0                      | 4,36                |
| 1912 | 35.246.000                    | 1.133.985 | 635.788    | 498.197             | 32,2                          | 18,0                        | 14,1                      | 4,32                |
| 1913 | 35.351.000                    | 1.122.482 | 663.966    | 458.516             | 31,8                          | 18,8                        | 13,0                      | 4,28                |
| 1914 | 35.701.000                    | 1.114.091 | 643.355    | 470.736             | 31,2                          | 18,0                        | 13,2                      | 4,04                |
| 1915 | 36.271.000                    | 1.109.183 | 809.703    | 299.480             | 30,6                          | 22,3                        | 8,3                       | 3,80                |
| 1916 | 36.481.000                    | 881.626   | 854.703    | 26.923              | 24,2                          | 23,4                        | 0,7                       | 3,56                |
| 1917 | 36.343.000                    | 691.207   | 948.710    | −257.503            | 19,6                          | 26,1                        | −6,5                      | 3,32                |
| 1918 | 35.922.000                    | 640.263   | 1.268.290  | −628.027            | 18,2                          | 35,3                        | −17,1                     | 3,08                |
| 1919 | 35.717.000                    | 770.620   | 676.329    | 94.291              | 21,6                          | 18,9                        | 2,6                       | 3,24                |
| 1920 | 35.960.000                    | 1.158.041 | 681.749    | 476.292             | 32,2                          | 19,0                        | 13,2                      | 3,41                |
| 1921 | 37.869.000                    | 1.118.344 | 670.234    | 448.110             | 30,7                          | 17,7                        | 13,0                      | 3,57                |
| 1922 | 38.196.000                    | 1.127.444 | 690.054    | 437.390             | 30,8                          | 18,1                        | 12,7                      | 3,74                |
| 1923 | 38.571.000                    | 1.107.505 | 654.827    | 452.678             | 29,9                          | 17,0                        | 13,0                      | 3,90                |
| 1924 | 38.927.000                    | 1.124.470 | 663.077    | 461.393             | 28,9                          | 17,0                        | 11,9                      | 3,81                |
| 1925 | 39.265.000                    | 1.109.761 | 669.695    | 440.066             | 28,2                          | 17,1                        | 11,2                      | 3,72                |
| 1926 | 39.590.000                    | 1.094.587 | 680.274    | 414.313             | 27,7                          | 17,2                        | 10,5                      | 3,64                |
| 1927 | 39.926.000                    | 1.093.772 | 639.843    | 453.929             | 27,4                          | 16,0                        | 11,4                      | 3,55                |
| 1928 | 40.281.000                    | 1.072.316 | 645.654    | 426.662             | 26,6                          | 16,0                        | 10,6                      | 3,46                |
| 1929 | 40.607.000                    | 1.037.700 | 667.223    | 370.477             | 25,6                          | 16,4                        | 9,1                       | 3,42                |
| 1930 | 40.956.000                    | 1.092.678 | 576.751    | 515.927             | 26,7                          | 14,1                        | 12,6                      | 3,38                |
| 1931 | 41.339.000                    | 1.026.197 | 609.405    | 416.792             | 24,8                          | 14,7                        | 10,1                      | 3,21                |
| 1932 | 41.584.000                    | 990.995   | 610.646    | 380.349             | 23,8                          | 14,7                        | 9,1                       | 3,06                |
| 1933 | 41.928.000                    | 995.979   | 574.113    | 421.866             | 23,8                          | 13,7                        | 10,1                      | 3,04                |
| 1934 | 42.277.000                    | 992.966   | 563.339    | 429.627             | 23,5                          | 13,3                        | 10,2                      | 3,00                |
| 1935 | 42.631.000                    | 996.708   | 594.722    | 401.986             | 23,4                          | 14,0                        | 9,4                       | 2,98                |
| 1936 | 42.965.000                    | 962.686   | 593.380    | 369.306             | 22,4                          | 13,8                        | 8,6                       | 2,87                |
| 1937 | 43.269.000                    | 991.867   | 618.290    | 373.577             | 22,9                          | 14,3                        | 8,6                       | 2,93                |
| 1938 | 43.596.000                    | 1.037.180 | 614.988    | 422.192             | 23,8                          | 14,1                        | 9,7                       | 3,05                |
| 1939 | 44.018.000                    | 1.040.213 | 591.483    | 448.730             | 23,6                          | 13,4                        | 10,2                      | 3,07                |
| 1940 | 44.467.000                    | 1.046.479 | 606.907    | 439.572             | 23,5                          | 13,6                        | 9,9                       | 3,07                |
| 1941 | 44.830.000                    | 937.546   | 621.735    | 315.811             | 20,9                          | 13,9                        | 7,0                       | 2,74                |
| 1942 | 45.098.000                    | 926.063   | 643.607    | 282.456             | 20,5                          | 14,3                        | 6,3                       | 2,69                |
| 1943 | 44.641.000                    | 882.105   | 679.708    | 202.397             | 19,8                          | 15,2                        | 4,6                       | 2,61                |
| 1944 | 44.794.000                    | 814.746   | 685.171    | 129.575             | 18,3                          | 15,3                        | 3,0                       | 2,39                |
| 1945 | 44.946.000                    | 815.678   | 615.092    | 200.586             | 18,2                          | 13,7                        | 4,5                       | 2,37                |
| 1946 | 45.253.000                    | 1.036.098 | 547.952    | 488.146             | 23,0                          | 12,1                        | 10,9                      | 3,01                |
| 1947 | 45.641.000                    | 1.011.490 | 524.019    | 487.471             | 22,2                          | 11,5                        | 10,8                      | 2,89                |
| 1948 | 46.381.000                    | 1.005.851 | 490.450    | 515.401             | 21,8                          | 10,6                        | 11,2                      | 2,83                |
| 1949 | 46.733.000                    | 937.146   | 485.277    | 451.869             | 20,1                          | 10,4                        | 9,7                       | 2,62                |
| 1950 | 47.104.000                    | 908.622   | 455.169    | 453.453             | 19,4                          | 9,7                         | 9,7                       | 2,50                |
| 1951 | 47.417.000                    | 860.998   | 485.208    | 375.790             | 18,2                          | 10,2                        | 8,0                       | 2,35                |
| 1952 | 47.666.000                    | 844.447   | 477.894    | 366.553             | 17,8                          | 10,0                        | 7,8                       | 2,34                |
| 1953 | 47.957.000                    | 839.478   | 476.015    | 363.463             | 17,6                          | 9,9                         | 7,6                       | 2,31                |
| 1954 | 48.299.000                    | 870.689   | 441.897    | 428.792             | 18,0                          | 9,1                         | 8,9                       | 2,35                |
| 1955 | 48.633.000                    | 869.333   | 446.689    | 422.644             | 17,9                          | 9,2                         | 8,7                       | 2,33                |
| 1956 | 48.920.000                    | 873.608   | 497.550    | 376.058             | 17,9                          | 10,2                        | 7,7                       | 2,34                |
| 1957 | 49.181.000                    | 878.906   | 484.190    | 394.716             | 17,9                          | 9,8                         | 8,0                       | 2,33                |
| 1958 | 49.475.000                    | 870.468   | 457.690    | 412.778             | 17,6                          | 9,3                         | 8,3                       | 2,31                |
| 1959 | 49.831.000                    | 901.017   | 454.740    | 446.277             | 18,1                          | 9,1                         | 9,0                       | 2,38                |
| 1960 | 50.198.000                    | 910.192   | 480.932    | 429.260             | 18,1                          | 9,6                         | 8,6                       | 2,41                |
| 1961 | 50.523.000                    | 929.657   | 468.455    | 461.202             | 18,4                          | 9,3                         | 9,1                       | 2,41                |
| 1962 | 50.843.000                    | 937.257   | 509.174    | 428.083             | 18,4                          | 10,0                        | 8,4                       | 2,46                |
| 1963 | 51.198.000                    | 960.336   | 516.377    | 443.959             | 18,8                          | 10,1                        | 8,7                       | 2,56                |
| 1964 | 51.600.000                    | 1.016.120 | 490.050    | 526.070             | 19,7                          | 9,5                         | 10,2                      | 2,70                |
| 1965 | 51.987.000                    | 990.458   | 518.008    | 472.450             | 19,1                          | 10,0                        | 9,1                       | 2,66                |
| 1966 | 52.332.000                    | 979.940   | 496.281    | 483.659             | 18,7                          | 9,5                         | 9,2                       | 2,63                |
| 1967 | 52.667.000                    | 948.772   | 510.122    | 438.650             | 18,0                          | 9,7                         | 8,3                       | 2,54                |
| 1968 | 52.987.000                    | 930.172   | 532.571    | 397.601             | 17,6                          | 10,1                        | 7,5                       | 2,49                |
| 1969 | 53.317.000                    | 932.466   | 539.129    | 393.337             | 17,5                          | 10,1                        | 7,4                       | 2,51                |
| 1970 | 53.661.000                    | 901.472   | 521.096    | 380.376             | 16,8                          | 9,7                         | 7,1                       | 2,43                |
| 1971 | 54.074.000                    | 906.182   | 522.654    | 383.528             | 16,8                          | 9,7                         | 7,9                       | 2,41                |
| 1972 | 54.381.000                    | 888.203   | 523.828    | 364.375             | 16,3                          | 9,6                         | 6,7                       | 2,36                |
| 1973 | 54.751.000                    | 874.546   | 547.487    | 327.059             | 16,0                          | 10,0                        | 6,0                       | 2,34                |
| 1974 | 55.111.000                    | 868.882   | 532.052    | 336.830             | 15,8                          | 9,7                         | 6,1                       | 2,33                |
| 1975 | 55.441.000                    | 827.852   | 554.346    | 273.506             | 14,9                          | 10,0                        | 4,9                       | 2,21                |
| 1976 | 55.718.000                    | 781.638   | 550.565    | 231.073             | 14,0                          | 9,9                         | 4,1                       | 2,11                |
| 1977 | 55.955.000                    | 741.103   | 546.694    | 194,409             | 13,2                          | 9,8                         | 3,5                       | 1,97                |
| 1978 | 56.155.000                    | 709.043   | 540.671    | 168.372             | 12,6                          | 9,6                         | 3,0                       | 1,87                |
| 1979 | 56.318.000                    | 670.221   | 538.352    | 131.869             | 11,9                          | 9,6                         | 2,3                       | 1,76                |
| 1980 | 56.434.000                    | 640.401   | 554.510    | 85.891              | 11,3                          | 9,8                         | 1,5                       | 1,68                |
| 1981 | 56.502.000                    | 623.103   | 545.291    | 77.812              | 11,0                          | 9,7                         | 1,4                       | 1,60                |
| 1982 | 56.544.000                    | 619.097   | 522.332    | 96.765              | 10,9                          | 9,2                         | 1,70                      | 1,60                |
| 1983 | 56.564.000                    | 601.928   | 553.568    | 48.360              | 10,6                          | 9,8                         | 0,8                       | 1,54                |
| 1984 | 56.577.000                    | 587.871   | 534.676    | 53.195              | 10,4                          | 9,5                         | 0,9                       | 1,48                |
| 1985 | 56.593.000                    | 577.345   | 547.436    | 29.909              | 10,2                          | 9,7                         | 0,5                       | 1,45                |
| 1986 | 56.596.000                    | 555.445   | 537.453    | 17.992              | 9,8                           | 9,5                         | 0,3                       | 1,37                |
| 1987 | 56.602.000                    | 551.539   | 524.999    | 26.540              | 9,8                           | 9,3                         | 0,5                       | 1,35                |
| 1988 | 56.629.000                    | 569.698   | 539.426    | 30.272              | 10,1                          | 9,5                         | 0,5                       | 1,38                |
| 1989 | 56.672.000                    | 560.688   | 525.960    | 34.728              | 9,8                           | 9,3                         | 0,5                       | 1,35                |
| 1990 | 56.719.000                    | 569.255   | 543.708    | 25.547              | 9,9                           | 9,5                         | 0,5                       | 1,36                |
| 1991 | 56.751.000                    | 562.787   | 553.833    | 8.954               | 9,9                           | 9,8                         | 0,2                       | 1,33                |
| 1992 | 56.797.000                    | 567.841   | 545.038    | 22.803              | 10,1                          | 9,6                         | 0,5                       | 1,31                |
| 1993 | 56.832.000                    | 549.484   | 555.043    | −5.559              | 9,7                           | 9,8                         | 0,0                       | 1,26                |
| 1994 | 56.843.000                    | 533.050   | 557.513    | −24.463             | 9,4                           | 9,8                         | −0,4                      | 1,22                |
| 1995 | 56.844.000                    | 525.609   | 555.203    | −29.594             | 9,3                           | 9,8                         | −0,5                      | 1,19                |
| 1996 | 56.860.000                    | 528.103   | 557.756    | −29.653             | 9,4                           | 9,8                         | −0,4                      | 1,22                |
| 1997 | 56.890.000                    | 534.462   | 564.679    | −30.217             | 9,5                           | 9,9                         | −0,4                      | 1,23                |
| 1998 | 56.907.000                    | 531.548   | 576.911    | −45.363             | 9,4                           | 10,1                        | −0,8                      | 1,21                |
| 1999 | 56.917.000                    | 537.242   | 571.356    | −34.114             | 9,4                           | 10,0                        | −0,6                      | 1,23                |
| 2000 | 56.942.000                    | 532.528   | 560.241    | −27.713             | 9,5                           | 9,8                         | −0,3                      | 1,26                |
| 2001 | 56.960.000                    | 529.156   | 548.227    | −19.071             | 9,4                           | 9,6                         | −0,2                      | 1,25                |
| 2002 | 56.993.270                    | 530.443   | 557.393    | −26.950             | 9,4                           | 9,8                         | −0,3                      | 1,27                |
| 2003 | 57.186.378                    | 531.274   | 586.468    | −55.194             | 9,5                           | 10,2                        | −0,7                      | 1,29                |
| 2004 | 57.611.990                    | 553.770   | 546.658    | 7.112               | 9,8                           | 9,5                         | 0,3                       | 1,34                |
| 2005 | 58.044.368                    | 544.030   | 567.304    | −23.274             | 9,6                           | 9,8                         | −0,2                      | 1,34                |
| 2006 | 58.288.996                    | 552.019   | 557.892    | −5.873              | 9,6                           | 9,6                         | −0,0                      | 1,37                |
| 2007 | 58.510.725                    | 555.589   | 570.801    | −15.212             | 9,7                           | 9,8                         | −0,1                      | 1,40                |
| 2008 | 59.001.769                    | 570.179   | 585.126    | −14.947             | 9,8                           | 9,9                         | −0,1                      | 1,45                |
| 2009 | 59.420.592                    | 560.259   | 591.663    | −31.404             | 9,6                           | 10,0                        | −0,4                      | 1,45                |
| 2010 | 59.690.316                    | 549.794   | 587.488    | −37.694             | 9,5                           | 9,9                         | −0,4                      | 1,46                |
| 2011 | 59.948.497                    | 530.770   | 593.402    | −62.632             | 9,2                           | 10,0                        | −0,8                      | 1,44                |
| 2012 | 60.105.185                    | 521.855   | 612.883    | −91.028             | 9,0                           | 10,3                        | −1,3                      | 1,42                |
| 2013 | 60.277.309                    | 498.172   | 600.744    | −102.572            | 8,5                           | 10,0                        | −1,5                      | 1,39                |
| 2014 | 60.345.917                    | 494.550   | 598.364    | −103.814            | 8,3                           | 9,8                         | −1,6                      | 1,37                |
| 2015 | 60.295.497                    | 480.292   | 647.571    | −167.279            | 8,0                           | 10,7                        | −2,7                      | 1,35                |
| 2016 | 60.163.712                    | 468.345   | 615.261    | −146.916            | 7,8                           | 10,1                        | −2,3                      | 1,34                |
| 2017 | 60.066.734                    | 453.628   | 649.061    | −195.433            | 7,6                           | 10,7                        | −3,2                      | 1,32                |
| 2018 | 59.937.769                    | 440.780   | 633.133    | −192.353            | 7,3                           | 10,5                        | −3,2                      | 1,29                |
| 2019 | 59.816.673                    | 417.614   | 634.432    | −216.818            | 7,0                           | 10,5                        | −3,5                      | 1,27                |
| 2020 | 59.641.488                    | 404.104   | 746.146    | −342.042            | 6,8                           | 12,5                        | −5,7                      | 1,24                |
| 2021 | 59.236.213                    | 400.249   | 701.346    | −301.097            | 6,8                           | 11,8                        | −5,2                      | 1,25                |